# أموال الفأس

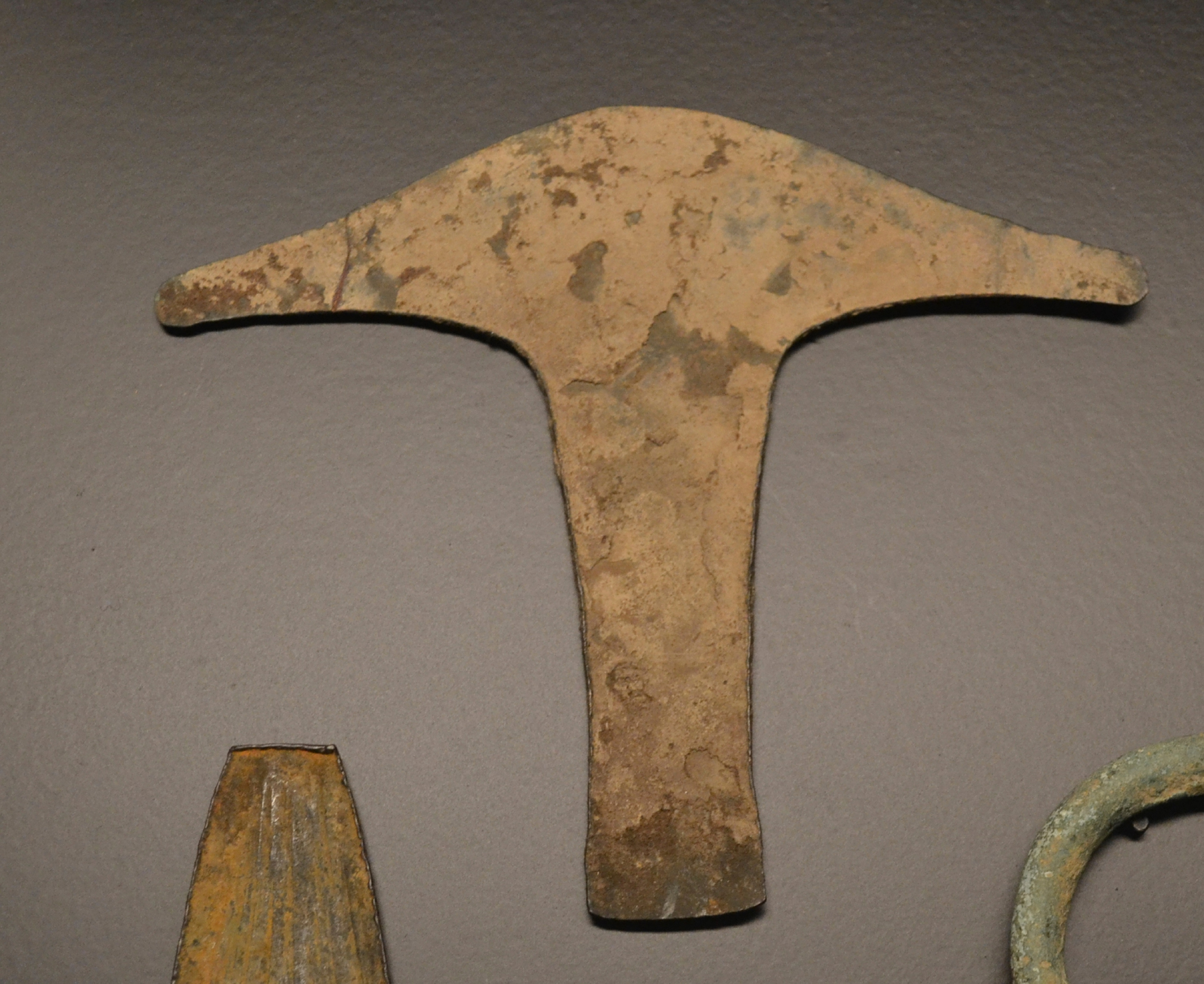
فأس-أموال من المكسيك في متحف ما قبل التاريخ في فالنسيا

تشير أموال الفأس ( بالإسبانية : Tajaderos ) إلى القطع الأثرية البرونزية التي عُثر عليها في كل من غرب أمريكا الوسطى وشمال جبال الأنديز . واستنادًا إلى التحليلات الأثرية، والكيميائية، والمعدنية، جادل العلماء هوسلر، وليشتمان، وهولم بشأن استخدامها في كلتا المنطقتين (اللتين تفصل بينهما آلاف الأميال) من خلال التجارة. وعلى النقيض من النايبس ، وهي أشياء معدنية على شكل ربطة عنق أو بطاقة والتي تظهر في السجل الأثري فقط في منطقة ساحل شمال جبال الأنديز، توجد عملات الفؤوس في كل من المناطق الثقافية في أمريكا الوسطى والأنديز. وبشكل أكثر تحديدًا، يُقال إن نظام النقود نشأ لأول مرة على الساحل الشمالي البيرو والإكوادور في أوائل الألفية الثانية الميلادية. في كلتا المنطقتين، كان البرونز يُصهر، على الأرجح بواسطة وحدات عائلية، ويُطرق في أشكال رفيعة على شكل فأس ويُجمع في مضاعفات الرقم خمسة، وعادةً ما يكون عشرين. نظرًا لأنها غالبًا ما توجد في المدافن، فمن المرجح أنه بالإضافة إلى استخدامها الاقتصادي المفترض، كان لها أيضًا قيمة احتفالية.   

## التقاليد المعدنية

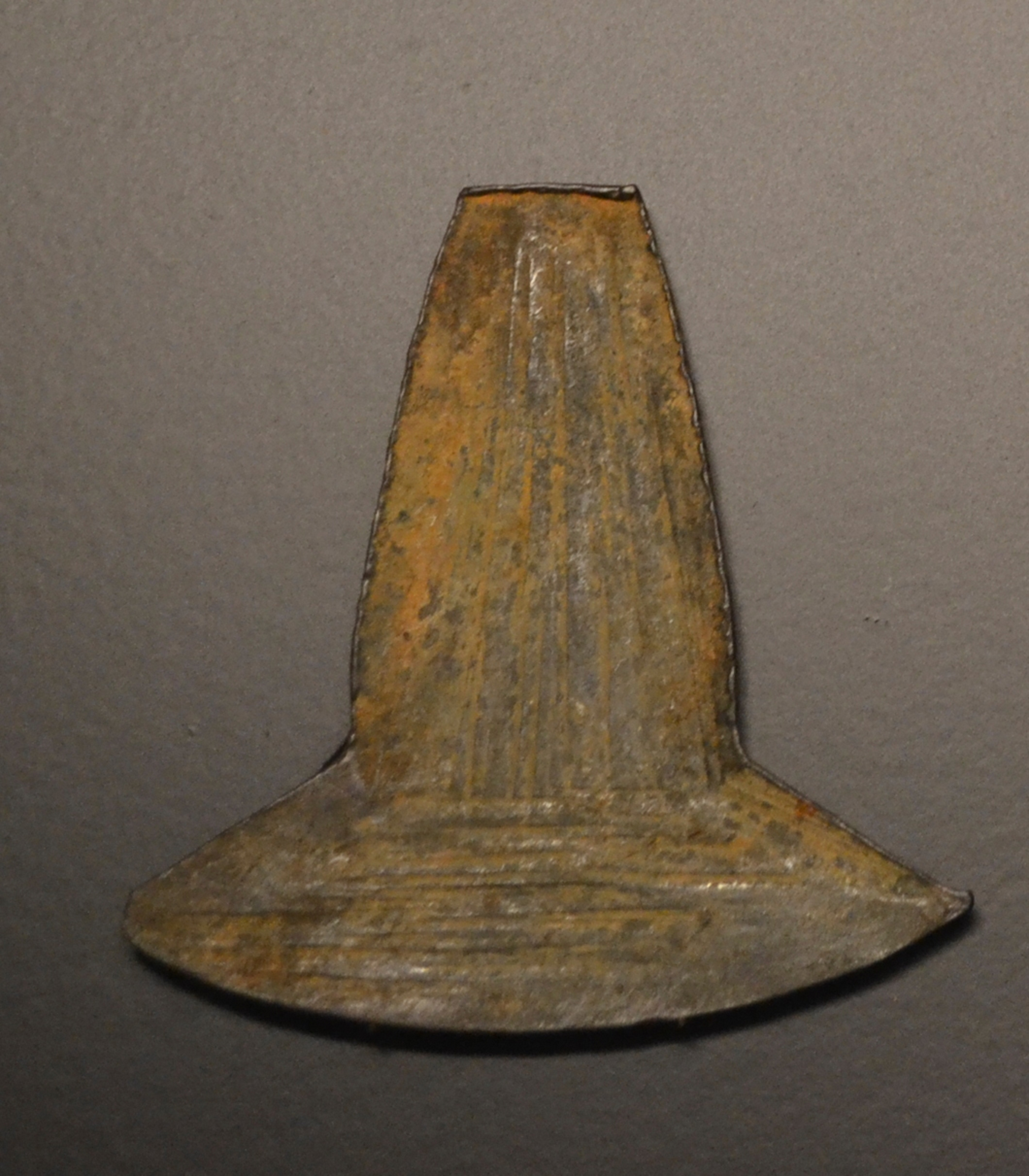
أموال الفأس من الإكوادور

أُشيرَ في مناسبات عديدة إلى وجود روابط ما قبل التاريخ بين أمريكا الوسطى وجبال الأنديز. يُظهر أسلوب الفخار في أمريكا الوسطى المبكرة والإكوادور بعض أوجه التشابه، سواءً في التقنية أو الزخارف. وبالمثل، أُشيرَ إلى أوجه تشابه في أساليب الدفن المبكرة (ما يُسمى " مقابر الأنفاق ") الموجودة في الإكوادور وغرب أمريكا الوسطى. حتى أن أصول شعب البوريبيتشا في ميتشواكان قد أُشير إليها على أنها تعود إلى أمريكا الجنوبية. ومع ذلك، لم يُقبَل أيٌّ من هذه الاقتراحات على نطاق واسع من قِبل المتخصصين. أما الأكثر قبولًا فهو تأثير علم المعادن في أمريكا الجنوبية على أمريكا الوسطى.    
يمكن تقسيم علم المعادن في أمريكا الجنوبية نفسه إلى تقليدين: أحدهما في بيرو وجنوب الإكوادور وبوليفيا، والذي استخدم النحاس، والقصدير، والفضة، والذهب، والزرنيخ في سبائك مختلفة ذات استخدامات متنوعة؛ والثاني في كولومبيا وجنوب أمريكا الوسطى ، ما يسمى بالمنطقة الوسيطة ، والتي اعتمدت على الذهب والنحاس لأغراض فنية إلى حد كبير بدلاً من الأغراض النفعية. إن التقليد المعدني لغرب أمريكا الوسطى، على الرغم من أنه أقرب جغرافيًا إلى المنطقة الوسيطة، إلا أنه أقرب كثيرًا في الشكل والوظيفة إلى التقليد الإكوادوري الجنوبي. إن شكل وطريقة إنشاء حلقات معدنية متشابكة متطابقة في التقليدين، وحتى سياقهما الأثري (الموضوع حول الجمجمة في المدافن) متشابه بشكل ملحوظ. تظهر أيضًا خطافات الأسماك والإبر والملاقط في كلا التقليدين. ومع ذلك، فقد أثبت تقليد صب الشمع في المنطقة المتوسطة، والذي انتشر إلى أجزاء أخرى من أمريكا الوسطى، تأثيره أيضًا في سياق أمريكا الوسطى الغربي، كما هو الحال في إنشاء أجراس سبائك النحاس والذهب. 

## التجارة بين الإكوادور والمكسيك
من المعروف من خلال الروايات الإسبانية المبكرة أن الإكوادوريين الأصليين استخدموا طوافات البلسا المزودة بأشرعة للسفر على طول ساحل الأنديز الشمالي للتجارة. في الواقع، يقال في الروايات الإثنوتاريخية أن أول ملك لامباييكي ، حيث من المعروف أن الفؤوس كانت تُصنع، قد وصل إلى المدينة على متن طوافة. يُعد شعب تشينشا في بيرو ومانتينو في الإكوادور على وجه الخصوص مرشحين جيدين لأصل العديد من هؤلاء التجار. علاوة على ذلك، هناك أدلة أثرية قوية على تجارة أصداف سبونديلوس ، والتي يمكن جمعها بين خليج غواياكيل في الإكوادور وخليج المكسيك ، في مرتفعات الأنديز خلال ثقافة تشافين . علاوة على ذلك، تشير الروايات المعاصرة من نهر بالساس في غرب المكسيك إلى أن آباء وأجداد الرجال المحليين كانوا يتاجرون مع التجار الذين يحملون الزوارق، والذين قضوا أحيانًا ما يصل إلى نصف عام في المنطقة. ومع ذلك، لا يوجد حتى الآن أي دليل أثري قاطع على وجود الإكوادوريين في المكسيك أو العكس .  
كان هذا النظام التجاري قديمًا؛ إذ يقترح ديوان وهوسلر أن هؤلاء التجار كانوا يعملون على طول ساحل الأنديز من كولومبيا شمالًا إلى تشيلي جنوبًا منذ عام 100 قبل الميلاد . وباستخدام نماذج رياضية، يُظهران أنه من الممكن نظريًا أن تبحر قوارب البلسا ليس فقط على طول الطرق الساحلية، بل في المحيط المفتوح بين الإكوادور وميتشواكان .  ويقترح كوي سابقًا أن يكون الطريق أكثر ساحلية للتجارة.  
يقترح هوسلر أن التجار القادمين من أمريكا الجنوبية أدخلوا تقنيات التعدين إلى غرب المكسيك على دفعتين. الأولى بين حوالي ق. 800 و١٢٥٠ ميلاديًا، والثانية بين حوالي عام ١٢٥٠ والغزو الإسباني . خلال الفترة الثانية، عُثر على فؤوس نقدية في غرب المكسيك، على الرغم من وجود أشكال سابقة في سياقات يعود تاريخها إلى عام ٨٠٠ ميلاديًا في الإكوادور.  ومع ذلك، بينما كان كلا التقليدين من أمريكا الجنوبية مؤثرين في غرب المكسيك، فقد نشأت سمات وأساليب اصطلاحية في المنطقة، نابعة من التقاليد المستوردة. 

## روابط خارجية
- وسائط متعلقة بـ Axe-monies في كومنز.